# Liga ACT femenina
La competición femenina de la ACT o Liga Euskotren es una competición de traineras femenina que disputan clubes principalmente de Galicia, Cantabria y País Vasco. Desde el año 2009 se viene celebrando la competición entre clubes y equipos, aunque desde 2011 ser convirtió en liga.
La Sociedad de Remo Koxtape Pasajes de San Juan es el club más laureado de la competición con tres ediciones ganadas, por delante de Rías Baixas y Zumaya, que han ganado en dos ocasiones el título.

## Historia

### 2009

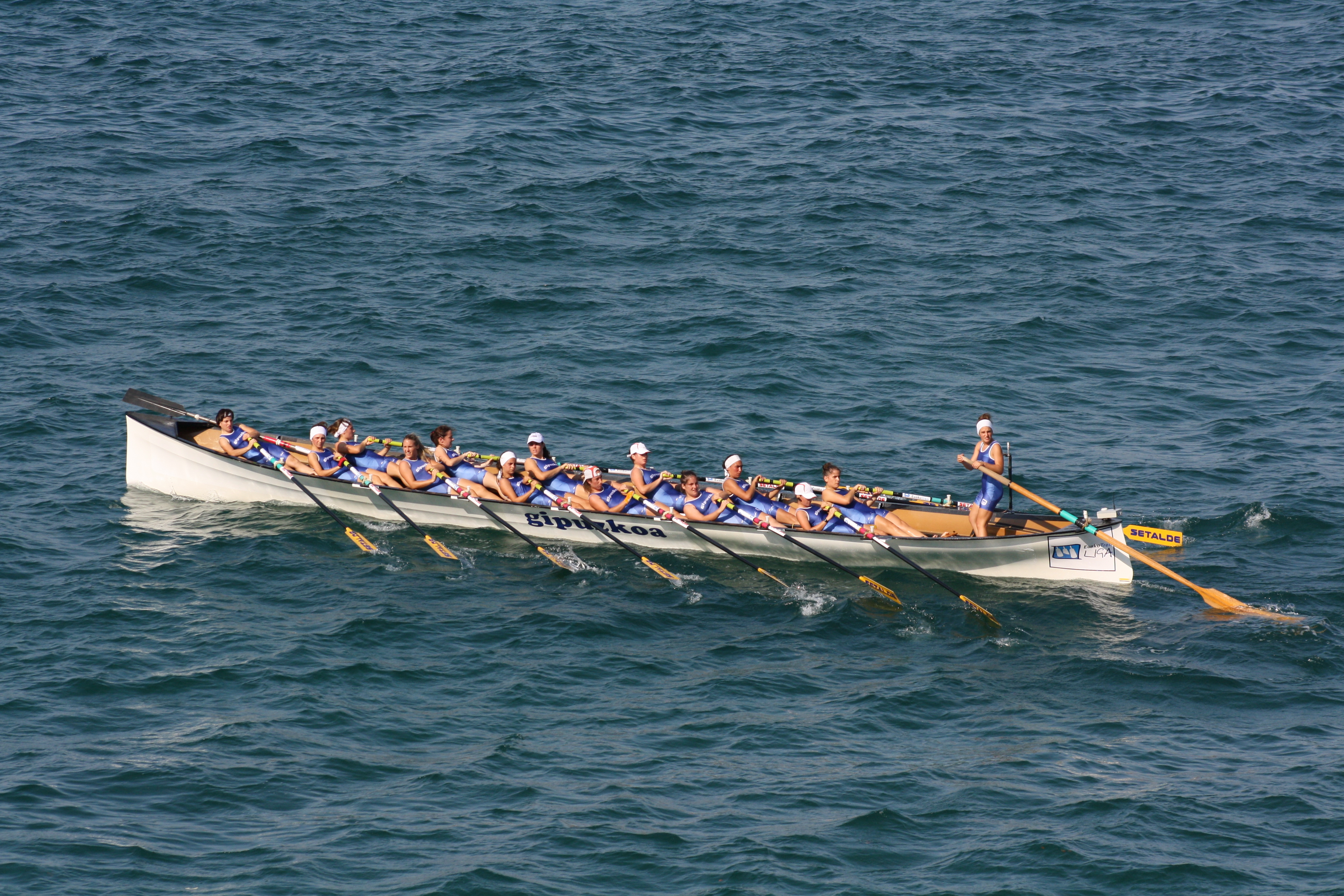
Selección guipuzcoana en la bandera de Zarauz 2009.

Para la primera edición de la competición femenina de la ACT, denominada por motivos de patrocinio Liga Euskotren, Galicia se presentó con un equipo compuesto por remeras de varios clubes, concretamente Chapela, Samertolameu y Cabo da Cruz. El equipo gallego terminó adjudicándose cinco de las siete banderas de la liga, sumando finalmente 23 puntos, por los 15 de su más inmediato perseguidor, la selección vizcaína.
| Puesto | Equipo      | Puntos | Patrona                                  | Trainera | Banderas                                      |
| ------ | ----------- | ------ | ---------------------------------------- | -------- | --------------------------------------------- |
| 1      | Rías Baixas | 29     | Laura Hermo, María López                 | Galicia  | Pontevedra, Pedreña, Plencia, Zumaya y Guecho |
| 2      | Guipúzcoa   | 21     | Olatz Aldalur, M.Urbieta, A.Arrizabalaga | Gipuzkoa | Ogrove y Zarauz                               |
| 3      | Vizcaya     | 19     | Iratxe Ortiz de Pinedo                   | Bizkaia  |                                               |
| 4      | Cataluña    | 7      | Laura Hermo, María López                 | Galicia  |                                               |

### 2010
En la segunda edición hubo mucha igualdad entre las dos mejores tripulaciones, las gallegas de Rías Baixas y las remeras guipuzcoanas. Las primeras habían ganado en Moaña, Afamo y Zumaya, mientras que la tripulación de Guipúzcoa había obtenido el triunfo en Pedreña, Ambilamp y Guecho. A finales de agosto llegaron muy igualadas en la clasificación general a la regata de Zarauz, que se disputaba a dos jornadas. Las gallegas ganaron la primera jornada, pero perdieron la segunda por cinco segundos respecto a sus más directas rivales. Esta derrota no impedía que se adjudicasen la victoria en la bandera, y también en la liga, empatadas a puntos con sus rivales. Acudieron a recoger los premios de ambas competiciones, pero tras recoger ambos trofeos, la organización de la liga rectificó y tuvieron que devolver el título de liga. El reglamento indicaba en el artículo 12.1c que en caso de empate a puntos y victorias (cuatro regatas para cada una) el título sería para la trainera que ganase la última regata.
El entrenador de la trainera gallega Luis Curra, declaró que la reclamación puesta por las guipuzcoanas había sido premeditada, y que se sentían molestos por ello, ya que habían ganado más banderas que sus rivales. Ellos presentaron otra reclamación, indicando que las guipuzcoanas habían remado con dos remeras y una patrona de Ondárroa (Vizcaya) y una remera de Castro Urdiales (Cantabria). En el Reglamento de ese año estaba prohibido que las traineras estuviesen compuestas por más de tres remeras de una provincia diferente a la que defendían, según el artículo 15.2. El Comité de Competición de la liga admitió el recurso presentado por las gallegas, descalificó a las guipuzcoanas y devolvió a las gallegas el primer puesto en la liga y el título acreditativo. El caso continuó abierto, con varias declaraciones en los medios, y a finales de año el árbitro de la ACT decidió dar como ganadoras de la liga a ambas tripulaciones, comprometiéndose ambas tripulaciones a no realizar declaraciones públicas en los medios de comunicación.
| Puesto | Equipo      | Puntos | Patrona                                | Trainera                   | Banderas                              |
| ------ | ----------- | ------ | -------------------------------------- | -------------------------- | ------------------------------------- |
| 1      | Rías Baixas | 28     | Laura Hermo                            | Galicia                    | Concello Moaña, Afamo, Zumaya, Zarauz |
| 2      | Guipúzcoa   | 28     | Olatz Aldalur, M.Urbieta, Nagore Osoro | Getaria-Tolosa, Koruko Ama | Pedreña, Ambilamp, Guecho             |
| 3      | Vizcaya     | 16     | Amaia Kareaga, Aiala Uribelarrea       | Bizkaia                    |                                       |
| 4      | Cantabria   | 7      | Alba Rocillo, Sara Vazquez             | San José XII               |                                       |

### 2011
Para este año se crearon dos grupos, el A, con Rías Baixas, Zumaya y Orio, y el B, con Getaria-Tolosa, Koxtape, Hondarribia y Vizcaya. Se decidió que para formar parte de la liga debían participar clubes y no selecciones territoriales, remando cada semana y compaginando sus enfrentamientos con los de la liga guipuzcoana.
Tras la liga regular, compuesta por las regatas de Camargo (grupo A), Bilbao (B), Pedreña (B), Santander (A), Guecho (B) y Zumaya (A), tuvo lugar el play off a dos jornadas. Disputado en Zarauz, se enfrentaron las dos mejores tripulaciones de cada grupo y Getaria-Tolosa consiguió ganar gracias a una diferencia de cinco segundos con respecto de sus rivales gallegas, Rías Baixas.
| Puesto | Equipo         | Patrona       | Trainera          | Tiempo   | Banderas                       |
| ------ | -------------- | ------------- | ----------------- | -------- | ------------------------------ |
| 1      | Getaria-Tolosa | Olatz Aldalur | Getaria-Tolosa    | 21'15"22 | Bilbao, Pedreña, Gecho, Zarauz |
| 2      | Rías Baixas    | Laura Hermo   | Galicia-Rianxeira | 21'20"52 | Camargo, Zumaya                |
| 3      | Zumaya         | Nagore Osoro  | Telmo Deun        | 21'51"02 | Santander                      |
| 4      | Koxtape        | Inder Paredes | Batelerak         | 22'05"95 |                                |

### 2012
Al año siguiente se celebraron dos jornadas clasificatorias que puntuaban para conocer quien debían ser las cuatro participantes en el resto de pruebas de la liga. Zumaya y Getaria-Tolosa obtuvieron 12 puntos en dichas jornadas, Rías Baixas 11 y Koxtape 9. Orio con 6 puntos, Hibaika con 4 y Hondarribia con 2 no se clasificaron.
Zumaya fue la vencedora final tras ganar la bandera de Zarauz. En la segunda jornada de esta regata fueron segundas tras la tripulación de Rías Baixas, a tan solo 58 centésimas. A pesar de este puesto se adjudicaron la bandera y la liga con 27 puntos, por los 26 de las gallegas, los 15 de Getaria-Tolosa y los 12 de Koxtape.
| Puesto | Equipo         | Patrona       | Trainera          | Puntos | Banderas                               |
| ------ | -------------- | ------------- | ----------------- | ------ | -------------------------------------- |
| 1      | Zumaia         | Nagore Osoro  | Telmo Deun        | 27     | Portugalete, San Pedro, Guecho, Zarauz |
| 2      | Rías Baixas    | Laura Hermo   | Galicia-Rianxeira | 26     | Eusko Label, Pedreña, Zumaia           |
| 3      | Getaria-Tolosa | Olatz Aldalur | Getaria-Tolosa    | 15     |                                        |
| 4      | Koxtape        | Inder Paredes | Batelerak         | 12     |                                        |

### 2013
En 2013, dos de las favoritas para adjudicarse los principales títulos femeninos, Getaria-Tolosa y Rías Baixas, renunciaron a participar en la liga. En el caso de las gallegas, el entrenador y máximo responsable del equipo, Benigno Silva, dimitió por problemas con algunas remeras, lo que ocasionó que la trainera no saliese por falta de los apoyos necesarios. En la clasificatoria de la liga Zumaya, San Juan, Hibaika y Orio se clasificaron para las regatas finales, mientras que Vizcaya con 8 puntos, Zarauz y Hondarribia con 5 y Santoña con 2 no pudieron clasificarse. Zumaya ganó todas las regatas de la liga (exceptuando la de Guecho que ganó Koxtape) de una manera incontestable sobre Hibaika, Koxtape y Orio. Por segundo año consecutivo Zumaya obtenía el triunfo en la liga, venciendo en la última regata del calendario, la bandera de Zarauz, con una diferencia de más de ocho segundos (21 segundos si tenemos en cuenta las dos jornadas de la bandera).
| Puesto | Equipo  | Patrona           | Trainera   | Puntos | Banderas                                               |
| ------ | ------- | ----------------- | ---------- | ------ | ------------------------------------------------------ |
| 1      | Zumaya  | Nagore Osoro      | Telmo Deun | 31     | Pedreña, Eusko Label, Orio, Zumaya, San Pedro y Zarauz |
| 2      | Koxtape | Inder Paredes     | Batelerak  | 22     | Guecho                                                 |
| 3      | Hibaika | Aiala Uribelarrea | Madalen    | 18     |                                                        |
| 4      | Orio    | Nadeth Agirre     | Txiki      | 9      |                                                        |

### 2014
Entre las dos jornadas clasificatorias Koxtape e Hibaika obtuvieron 15 puntos, mientras que Zumaya y Samertolameu lograron 12 y 10 puntos, respectivamente. Por detrás quedaron Orio con 8 puntos, Cabo da Cruz con 5, Getaria-Zarauz con 5 y Santoña con 2. La primera victoria había sido para Hibaika, por delante de Koxtape y Samertolameu. Sin embargo, a medida que se disputaban el resto de pruebas de la liga, la trainera de Koxtape se mostró superior para ganar más banderas que sus rivales. En la última prueba de la liga, en la bandera de Zarauz, se impusieron por 3 segundos a Zumaia, por 5 a Hibaika y por 17 a Meira.
| Puesto | Equipo       | Patrona           | Trainera   | Puntos | Banderas                                     |
| ------ | ------------ | ----------------- | ---------- | ------ | -------------------------------------------- |
| 1      | Koxtape      | Inder Paredes     | Batelerak  | 30     | Eusko Label, Orio, Guecho, Petronor y Zarauz |
| 2      | Hibaika      | Aiala Uribelarrea | Madalen    | 25     | Pedreña y San Pedro                          |
| 3      | Zumaya       | Nagore Osoro      | Telmo Deun | 16     |                                              |
| 4      | Samertolameu | María López       | A Terca    | 9      |                                              |

### 2015
En las dos regatas clasificatorias para disputar la liga se clasificaron Zumaya, Koxtape (ambos 15 puntos), Hibaika y Orio (ambos 11 puntos). Por detrás quedaron Cabo da Cruz (8 puntos), Getaria-Zarauz (6), Hernani (4) y Donostiarra (1). San Juan volvió a ganar la liga Euskotren por segundo año consecutivo. Perdieron en la segunda jornada de la bandera de Zarauz, la última de la liga, ante Hibaika, pero obtuvieron la victoria final en la bandera, gracias a su victoria en la primera jornada. Zumaya tuvo oportunidad de ganar hasta la última regata, gracias a sus dos victorias en la liga, en la bandera Eusko Label y la Ambilamp, pero tuvo que conformarse con el segundo puesto y la liga de Guipúzcoa.
| Puesto | Equipo  | Patrona           | Trainera   | Puntos | Banderas                               |
| ------ | ------- | ----------------- | ---------- | ------ | -------------------------------------- |
| 1      | Koxtape | Nerea Pérez       | Batelerak  | 28     | San Pedro, Orio, Noja, Guecho y Zarauz |
| 2      | Zumaya  | Nagore Osoro      | Telmo Deun | 26     | Eusko Label y Ambilamp                 |
| 3      | Hibaika | Aiala Uribelarrea | Madalen    | 15     |                                        |
| 4      | Orio    | Nadeth Agirre     | Txiki      | 11     |                                        |

### 2016
En 2016 Zumaya anunció que no podía sacar la trainera femenina debido a la ausencia de remeras, tras haber obtenido en los años anteriores un bandera de la Concha, dos Euskotren Liga, tres ligas guipuzcoanas y dos campeonatos de Euskadi. La clasificatoria, como en años anteriores, se celebró a dos jornadas. Koxtape obtuvo 16 puntos, Hibaika 14, Orio 12 y Cabo da Cruz 10, clasificándose los cuatro equipos. Por su parte, Getaria-Zarauz (7 puntos), Arraun Lagunak (6), Hernani (5) y Hondarribia (2) no pudieron clasificarse y solo pudieron disputar la liga Guipuzcoana.
Por su parte, Koxtape obtuvo su tercer título consecutivo de la Euskotren Liga, tras obtener la bandera de Zarauz, por delante de Hibaika, Orio y Cabo da Cruz.
| Puesto | Equipo       | Patrona                         | Trainera  | Puntos | Banderas                                          |
| ------ | ------------ | ------------------------------- | --------- | ------ | ------------------------------------------------- |
| 1      | Koxtape      | Inder Paredes, Nerea Pérez      | Batelerak | 30     | Orio, Euskolabel, Bilbao, Guecho, Zumaya y Zarauz |
| 2      | Hibaika      | Aiala Uribelarrea, Naroa Galdos | Madalen   | 26     | San Pedro                                         |
| 3      | Orio         | Nadeth Agirre                   | Branka    | 15     |                                                   |
| 4      | Cabo da Cruz | Natalia Tubio                   | Cabo      | 9      |                                                   |

## Palmarés
| Año  | Ganadoras               | Segundas                | Terceras                |
| ---- | ----------------------- | ----------------------- | ----------------------- |
| 2009 | Rias Baixas             | Guipúzcoa               | Vizcaya                 |
| 2010 | Rias Baixas             | Guipúzcoa               | Vizcaya                 |
| 2011 | Getaria-Tolosa          | Galicia                 | Zumaya                  |
| 2012 | Zumaya                  | Galicia                 | Getaria-Tolosa          |
| 2013 | Zumaya                  | Koxtape                 | Hibaika                 |
| 2014 | Koxtape                 | Hibaika                 | Zumaya                  |
| 2015 | Koxtape                 | Zumaya                  | Hibaika                 |
| 2016 | Koxtape                 | Hibaika                 | Orio                    |
| 2017 | Koxtape                 | Hibaika                 | Orio                    |
| 2018 | Koxtape                 | Orio                    | Donostia Arraun Lagunak |
| 2019 | Orio                    | Donostia Arraun Lagunak | Donostiarra             |
| 2020 | Orio                    | Donostiarra             | Donostia Arraun Lagunak |
| 2021 | Donostia Arraun Lagunak | Orio                    | Donostiarra             |
| 2022 | Orio                    | Donostia Arraun Lagunak | Donostiarra             |
| 2023 | Donostia Arraun Lagunak | Orio                    | Donostiarra             |
| 2024 | Donostia Arraun Lagunak | Tolosaldea              | Orio                    |

- Nota: las dos primeras ediciones de la competición femenina de la ACT fueron disputadas por selecciones territoriales y no por clubes de remo.

### Palmarés por traineras
| Trainera            | Ligas ganadas | Banderas |
| ------------------- | ------------- | -------- |
| Pasajes de San Juan | 5             | 35       |
| Orio                | 3             | 19       |
| Rias Baixas         | 2             | 14       |
| Zumaia              | 2             | 13       |
| Lugañene            | 3             | 8        |
| Getaria-Tolosa      | 1             | 4        |